# 海野ゆかり
海野 ゆかり（うんの ゆかり、1973年11月28日 - ）は、広島県広島市出身の競艇選手である。
広島支部所属。登録番号3618。養成第71期。ランクはA1。血液型O型。師匠は池上哲二。同じ競艇選手の海野康志郎は従弟である。

## 来歴
- 進徳女子高等学校出身[1]。
- 小学校から高校まではバスケットボールの選手として活躍[1]。
- 本栖研修所を経て、1992年11月に宮島競艇場でデビュー[1]。
- 1998年7月大村競艇場での女子リーグ戦で初優勝[1]。
- 2004年3月に多摩川競艇場で行われたJAL女子王座決定戦競走でG1初優勝[2]。
- 2000年より9年連続で笹川賞に出場[3]。
- 2009年12月8日、児島競艇場での「イーバンク銀行杯」で優勝（通算27回目）。
- 2010年1月16日、若松競艇場での「ポカリスエットナイトクイーンカップ」2日目11Rで通算1000勝達成。
- 2010年3月6日、下関競艇場でのJAL女子王座決定戦競走準優勝戦で横西奏恵、岩崎芳美と共にスタート事故、G1 3ヶ月除外（当時の罰則）を受け、12月の地区選手権競走でG1復帰。
- 2010年3月17日、平和島競艇場での総理大臣杯競走に2009年優勝回数6回で初出場。
- 2016年4月12日、住之江競艇場での『男女W優勝戦 第34回全国地区選抜戦』初日2レースで1号艇で逃げ切り、通算1500勝を達成。女子選手としては6人目。

## 人物・エピソード
- 宝塚スターのような風貌から「艇界のタカラジェンヌ」と呼ばれる[4]。
- 青春時代に好きだった言葉は「明日は明日の風が吹く」[1]。
- 高校時代、卒業後の進路を考えていた海野は、父から競艇の事を聞き、宮島競艇場に足を運び観客として女子戦を水面際の金網のところで観戦。フェンス越しに鵜飼菜穂子が豪快なターンをするのを目の辺りにして強烈なインパクトを受けた海野は、その瞬間に競艇選手になろうと決意した[1][5]。
- 実家は広島市内にある鉄板焼き居酒屋・あじかつ。F休みの間に店の手伝いをすることもある[6]。

## SG・GI・GII優勝
- GI第17回JAL女子王座決定戦競走（2004年多摩川競艇場）